# Eduardo Magallanes
Eduardo Magallanes Calva (Ciudad de México, 12 de agosto de 1941) es un músico, arreglista, compositor, director de orquesta, productor musical y director artístico mexicano.
Es uno de los arreglistas de mayor prestigio y categoría en la industria musical en México. Desde la década de los 60 hasta el presente su estilo musical ha marcado tendencia e influencia sobre otros arreglistas posteriores. Ha sido el realizador de grandes éxitos musicales. Su versatilidad y talento ha explorado el mundo de la música popular, la balada, el pop, la música ranchera, el jazz, la ópera, y la música sinfónica y de cámara.
Sus primeros pasos en la música se dieron en la adolescencia como pianista en los teatros de revista y variedades en la Ciudad de México, posteriormente en bares de hoteles. Ha sido director artístico, productor, A&R, y ejecutivo en Discos Peerless, RCA Victor y Polygram, aportando un importante legado histórico en el acervo cultural de la música popular en México.
Fue el ejecutivo que le otorgó el primer contrato discográfico a Juan Gabriel, con quien colaboró, por más de cuarenta años, en los arreglos musicales de la mayor parte de su discografía.
Como compositor ha realizado colaboraciones con los poetas y letristas Ricardo López Méndez y Mario Molina Montes, con quien compusiera el éxito de Angélica María, A Dónde Va Nuestro Amor.
Durante los años del Festival OTI, su nombre y arreglos musicales se convirtieron como parte del sonido emblemático del certamen, año tras año.

## Los primeros años
Hijo del músico trombonista Adolfo Magallanes Fox y de la bailarina, coreógrafa y segunda tiple de los teatros de revista Oswelia Calva Contreras. Nació en la calle de Camelia, Col. Guerrero, Ciudad de México, literalmente con los acordes de la canción Amor Perdido del compositor Pedro Flores, en la voz de María Luisa Landín; ya que su padre, un hombre de espíritu bohemio, al sentirse nervioso con el parto, repetía insistentemente la canción, durante el alumbramiento, en una sinfonola que operaba con monedas de 20 centavos.
Los primeros años de Eduardo Magallanes toman lugar en la calle de Montero n.º 7, ubicada en la tradicional Plaza Garibaldi, sitio dónde se daban cita los grupos de mariachi. Aledaño a esas calles también se encontraba el teatro Follies Bergère donde solían presentarse, noche a noche, las más diversas expresiones populares del teatro de variedades que vivían su efervescencia en aquella época.
Con un precoz oído musical, un día, cuando apenas contaba con cinco años de edad, escuchaba en la radio, como cada noche, el programa de Francisco Gabilondo Soler, Crí-Crí: El Grillito Cantor, transmitido por la XEW. Su padre le preguntó qué escuchaba y le respondió: “al señor que canta y a la flautita que le contesta”. Entonces, su padre le dijo “vas a ser arreglista”.

## Estudios musicales
Con doce años de edad y una vez concluida su educación primaria, en 1954 su padre lo inscribió en la Escuela Libre de Música, Canto y Declamación José F. Vázquez, plantel privado que se ubicaba en la calle 5 de Mayo, en el Centro de la Ciudad de México y que era considerado en esa época como una institución de prestigio académico. “Lo que la Escuela Libre de Derecho es para los abogados, la Libre de Música es para los músicos”, se decía. De aquella escuela, habían salido grandes músicos de la época, entre ellos, Cecilio “Chilo” Morán, trompetista y arreglista; y Mario Patrón, pianista y leyenda del jazz en México como arreglista musical, entre otros.
Estudió piano con Josefina Gonzáles en esa misma escuela, así como Solfeo y Teoría de la Música con la maestra Adela González. Posteriormente, presentó a título de suficiencia los cinco años de carrera de Solfeo y Teoría en la Escuela Superior de Música del Instituto Nacional de Bellas Artes.
En 1957, inició sus primeros estudios de composición, armonía y contrapunto con Salvador Contreras y piano con el Profesor Xavier Meza Nieto.
En una ocasión, Salvador Contreras lo recomienda ampliamente con el Maestro Carlos Chávez para ingresar a la Escuela Nacional de Música, pues su talento “venía muy fuerte”; Chávez accede a tomarlo bajo su tutela, pero Magallanes finalmente declina la oportunidad. Prefería trabajar para ahorrar dinero y casarse con María Esther, una pianista, quien hasta el presente ha sido su única compañera de vida y musa musical, a quien conociera a través de sus estudios de piano y con quien procreó tres hijos: María Esther, Eduardo y Tatiana.

## Inicios profesionales
Adolfo Magallanes Fox, padre de Eduardo Magallanes, era un trombonista sonorense de las orquestas que tocaban en teatros de revista y variedades. En los años 50, le daba la oportunidad a su hijo de ser pianista suplente en teatros de burlesque y de revista como el Tívoli, el Follies Bergère, el Teatro Lírico, y el Teatro Iris (hoy Teatro de la Ciudad Esperanza Iris), escenarios en los que los grandes cómicos y vedettes de la escena mexicana forjaban la cúspide de sus carreras, tal como fue el caso de Mario Moreno “Cantinflas”, entre muchos más.
Asimismo, Eduardo Magallanes también participó, desde los 17 años, como músico de figuración en cintas del Cine Mexicano, tales como La sombra del caudillo (1960) de Julio Bracho, polémico filme revolucionario que fuera víctima de la censura por contener “cuestiones históricas comprometedoras”.
Es a finales de los años 50 que Eduardo Magallanes comienza a trabajar en grupos musicales que amenizaban fiestas y como pianista en bares de hoteles en la Ciudad de México.
En aquellos años, Antonio Díaz Conde, compositor de bandas sonoras del Cine Mexicano, lo presenta con el violinista Salvador “El Güero” Galindo, con quien forma un grupo músico vocal para ambientar musicalmente eventos en bares y en el que Magallanes se hace cargo de los arreglos musicales. De aquel grupo se grabó un disco de acetato de 78 RPM, para tocar las puertas de las oportunidades, mismas que no llegaron y que llevaron al grupo a su desintegración.

## Industria discográfica
Con aquel disco de acetato, Eduardo Magallanes se presentó un día en Discos Peerless, el disco contenía Toreador de la ópera Carmen de Georges Bizet y Claro de Luna de Claude Debussy en versiones especiales que hoy podrían considerarse como world music. Francisco “Panchito” Méndez, ejecutivo de la compañía, al escuchar el trabajo, dijo, “si usted hizo esto, usted es un músico y me gustaría tenerlo como mi brazo derecho en esta empresa”.
A partir de entonces, el 3 de abril de 1963, inicia una vida profesional en dos universos: el de la Música como compositor, arreglista y director de orquesta, y el universo de la Industria Musical como director artístico, cuyo cargo era la de proveer a la compañía de talentos de todos los géneros musicales que aportaran ganancias monetarias, interactuando así con músicos, cantantes, arreglistas, letristas, grupos musicales, departamentos de ventas, administración y maquila.
Durante su estancia en Discos Peerless, impulsó con fuerza la corriente de la “nueva ola” de los años 60.
El 2 de diciembre de 1965, es contratado por Rubén Fuentes como director artístico de RCA Victor (hoy Sony Music), una de las empresas discográficas de mayor prestigio en México y a nivel internacional, donde tuvo como colegas a grandes músicos y productores como Mario Ruiz Armengol, Chucho Ferrer, Chucho Zarzoza, Luis Gonzáles, Mario Patrón, Enrique Nery, Rodolfo “Popo” Sánchez, y Arturo Castro.
En 1967 obtiene su primer gran crédito como arreglista con el álbum A Mi Amor... Con Mi Amor, el disco más emblemático de Armando Manzanero, del cual se desprendieron 9 legendarios éxitos que se convirtieron instantáneamente en referentes obligados del acervo cultural de la música popular mexicana y universal: Adoro, Esta Tarde Vi Llover (posteriormente grabada en otros idiomas por artistas de clase mundial), No, Voy A Apagar La Luz, Cuando Estoy Contigo, Mía, Aquel Señor, Contigo Aprendí, y El Ciego. A partir de ese trabajo, Eduardo Magallanes aportó un sello distintivo en la manera de usar las secciones de cuerda en las orquestaciones de la balada y la música popular en América Latina.
Durante sus años en RCA Victor, continuó la obra de Rubén Fuentes, a quien considera su mentor en la industria de las trayectorias y grandes producciones de un numeroso grupo de cantantes y grupos que marcaron época en los años 70 y que en un gran número de casos siguen conservando vigencia hasta nuestros días. Posteriormente migra a Polygram (hoy Universal Music) en donde continúa nutriendo el talento de muchas figuras que surgían con fuerza en los años 80.
En este periodo, Eduardo Magallanes ha sido impulsor y partícipe de grandes artistas mexicanos, desde grupos populares de ventas millonarias como Acapulco Tropical, hasta nuevos valores de la época como Sola, además de grandes cantantes de la escena latinoamericana como José José, Emmanuel, Sonia “La Única”, Fernando de la Mora, Angélica María, Guadalupe Trigo, y Lucha Villa, entre muchos más de los más diversos géneros musicales.

## Una trayectoria con Juan Gabriel
La carrera artística de Alberto Aguilera Valadez —Juan Gabriel— no se puede explicar sin el nombre de Eduardo Magallanes.
En 1968, Enrique Okamura, director artístico de RCA Victor, pide a Magallanes acompañar al piano a un joven cantautor para hacerle una audición. Es en 1971 cuando Eduardo Magallanes asume las riendas del departamento de Contrataciones Artísticas de la compañía y firma a Juan Gabriel como artista exclusivo de la discográfica.
Desde ese entonces, nació una amistad profesional que trascendió por más de cuatro décadas, un sinfín de éxitos musicales aplaudidos por multitudes y una trayectoria que posicionó a Juan Gabriel como el más importante compositor de los últimos tiempos en México.
Eduardo Magallanes fue el realizador de los arreglos musicales de la mayor parte de los cuarenta años de discografía del también llamado “Divo de Juárez”, incluyendo las orquestaciones sinfónicas en las tres ocasiones en las cuales se presentó en el Palacio de Bellas Artes en la Ciudad de México.

## El Festival OTI
En 1970, trabajando para RCA Victor, Eduardo Magallanes es comisionado para que José José participara en el II Festival de la Canción Latina (certamen predecesor del Festival OTI), a partir de entonces inicia una serie de participaciones como arreglista y como compositor en diversas ediciones del festival, logrando en numerosos casos la preseas como Mejor Arreglista e incluso innovando al fusionar el mexicano sonido del mariachi con la gran orquesta del Festival.
Entre los intérpretes que participaron en el Festival OTI con sus arreglos, destacan: Natalia Baeza, Estela Núñez, Michelle Guiú (posteriormente conocida como Paulyna Carraz), Eugenia León, Francisco Xavier, y Magdalena Zárate, entre otros.
Entre las medallas obtenidas por Eduardo Magallanes en el Festival OTI México, se encuentran:
- 1975

Medalla de Plata (Segundo lugar) (Canción)

Medalla de Oro (Mejor Arreglo)

Canción: De mí para ti

Compositores: Eduardo Magallanes / Mario Molina Montes

Intérprete: María Medina

- 1976

Medalla de Oro (Primer lugar) (Canción)

Canción: De que te quiero, te quiero

Compositores: Rubén Fuentes / Mario Molina Montes / Eduardo Magallanes

Intérprete: Gilberto Valenzuela

- 1977

Medalla de Bronce (Tercer lugar) (Canción)

Canción: Así te amo

Compositores: Eduardo Magallanes / Mario Arturo Ramos

Intérprete: Michelle Guiú (actualmente Paulyna Carraz)

- 1979

Medalla de Oro (Primer lugar) (Canción)

Medalla de Oro (Mejor Arreglo)

Medalla de Oro (Mejor Intérprete)

Canción: Vivir sin ti

Compositores: Roberto Robles / Eduardo Magallanes

Intérprete: Estela Núñez

- 1980

Medalla de Oro (Mejor Arreglo)

Canción:

Compositor: Natalia Baeza

Intérprete: Natalia Baeza

- 1985

Medalla de Oro (Mejor Arreglo)

Canción: El fandango aquí

Compositor: Marcial Alejandro

Intérprete: Eugenia León

Dirección: Chucho Ferrer

- 1989

Medalla de Oro (Mejor Arreglo)

Canción: Carta

Compositora: Amparo Rubín

Intérprete: Magdalena Zárate

## Los años recientes
Desde 1997 hasta la actualidad, Eduardo Magallanes dirige y realiza los arreglos musicales de las canciones que se presentan en el tradicional evento anual Mañanitas a la Virgen en la Basílica de Guadalupe, con un elenco conformado por grandes voces y personalidades del ámbito musical mexicano.
Ha producido y dirigido los homenajes que la CIRT ha celebrado a Rubén Fuentes, Manuel Esperón, Roberto Cantoral, Armando Manzanero y Marco Antonio Muñiz.
El 6 de octubre de 2002 realizó las orquestaciones para el magno concierto que realizaron Plácido Domingo y Lucero en el Auditorio Nacional de la Ciudad de México.
En 2005, La Academia Latina de Artes y Ciencias de la Grabación le otorga a Eduardo Magallanes el Latin Grammy: Premio del Consejo Directivo, reconocimiento especial que es otorgado por votación del Consejo Directivo de la Academia Latina de la Grabación a individuos que han realizado importantes contribuciones en el campo de la grabación durante sus trayectorias.
Una de sus especialidades ha sido la fusión de orquesta y mariachi, como resultado, ha presentado dos divertimentos concertantes para Orquesta Sinfónica y Mariachi. El primero, titulado Mexicano, mismo que fue grabado por la Orquesta Filarmónica de Querétaro y el Mariachi Vargas de Tecalitlán.
Ha realizado más de 50 arreglos musicales para el tenor Fernando de la Mora, mismos que han servido de inspiración para versiones ejecutadas por otros cantantes del bel canto.
En 2007, produjo, dirigió y arregló el álbum Enamórate del cantante mexicano Paco de María, un lanzamiento en Big Band realizado con una orquesta de 45 músicos y que rescata la esencia de las grandes orquestas con un toque latino y contemporáneo. Esta producción logró inspirar muchos proyectos similares en voces de otros intérpretes mexicanos que están volviendo la mirada hacia el sonido de las grandes bandas.
Ese mismo año, presenta en premier mundial su rapsodia para orquesta, Mexicano, con la Symphony Of The Americas dirigida por James Brooks Bruzzese en el Broward Center of the Performing Arts en la Ciudad de Fort Lauderdale, Florida.
En 2009, también con la Symphony Of The Americas, estrena su segunda rapsodia, MAEMIA, dedicada a la compañera de su vida, María Esther.
En 2010, colaboró con sus orquestaciones en los magnos festejos del Bicentenario de la Independencia de México.
En 2011, presenta su Divertimento  #1  y  Divertimento #2, ambos  para mariachi y orquesta con la Symphony of The Americas y El Mariachi México Internacional, dirigidos también en este programa por James Brooks Bruzzese.
En 2012 realiza la orquestación sinfónica Los tres grandes, un medley con música de Joan Sebastian, Marco Antonio Solís y Juan Gabriel para el concierto que ofreciera Guadalupe Pineda el 1 de septiembre en el Palacio de Bellas Artes de la Ciudad de México. Ese mismo año también produjo seis arreglos musicales para la celebración de veinticinco años de trayectoria artística de la soprano Olivia Gorra.
En 2013, coordina y crea algunos de los Arreglos de Juan Gabriel en el concierto: "Celebrando Sus 40 Años de Artista” en el Palacio de Bellas Artes de la Ciudad de México.
Arreglista para el joven pero ya reconocido tenor Mexicano, Arturo Chacón Cruz de su primer álbum: Le Canta A México con la Orquesta Sinfónica de Hermosillo Sonora y bajo la Dirección del Mtro. Enrique Patrón De Rueda.
En 2014, es invitado por la Universidad Nacional Autónoma de México como Arreglista y Orquestador para realizar la Obertura y el Popurrí: "Época De Oro" para el Concierto conmemorativo de la celebración de los 85 años de Autonomía Universitaria. Concierto celebrado en la Sala Nezahualcóyotl de la Ciudad Universitaria en la Ciudad de México, con las actuaciones de: Fernando De La Mora, Eugenia León, Lila Downs y la soprano Karla Dirlikov; todos ellos acompañados por la Orquesta Sinfónica Juvenil Eduardo Mata y Coros de la UNAM bajo la dirección del Mtro. Iván López Reynoso.
La nueva versión de la telenovela : Muchacha Italiana Viene a Casarse, reposicionó con la cantante María León y el grupo Playa Limbo su composición: ¿A Dónde Va Nuestro Amor? con gran éxito en México, Estados Unidos y el resto de América Latina y en algunos países de Europa y Asia.
En 2015, fue homenajeado por la Sociedad Mexicana de Ejecutantes y el Sindicato Único de Trabajadores de la Música del DF, evento llevado a cabo en el Teatro de la Ciudad Esperanza Iris con la presencia de artistas como: Angélica María, Fernando De La Mora, Olivia Gorra, James Demster, Manoella Torres y otros más. Acompañados por una gran orquesta dirigida por el maestro Jesús “Chucho" López.
Es invitado por la Soprano mexicana Bárbara Padilla, como director invitado de la Orquesta Sinfónica de la Universidad Autónoma de Ciudad Juárez en un concierto que Bárbara Padilla ofreció con motivo de los 42 años de existencia de la Universidad.
Ha colaborado como Arreglista en los proyectos fonográficos en los años recientes con Juan Gabriel en los proyectos de este con Isabel Pantoja y con los temas lanzados a dúo de Juan Gabriel con: Vicente Fernández, David Bisbal y Joan Sebastian.
Actualmente, Eduardo Magallanes sostiene una constante actividad creativa y profesional, produciendo y realizando arreglos musicales y sinfónicos para diversos artistas, alternando en algún momento su residencia, a lado de su esposa, en Boca Ratón, Florida y en la Ciudad de México.
En 2017 realizó una gran colaboración con el grupo mexicano Los Temerarios: una producción sinfónica con la Orquesta de Praga y, también para esta agrupación, en 2022, realiza los arreglos para un disco de Boleros Orquestal grabado en la Ciudad de México y Los Ángeles, California. 
En 2020 realiza el arreglo musical sinfónico, orquestación y dirección musical del tema "No llores Amor", escrito por Arturo de la Mora como un homenaje a las personas fallecidas por el COVID-19, siendo este tema con el arreglo hecho por el maestro Magallanes ha sido grabado hasta la fecha por tres intérpretes. Claudia Sierra, Alejandro de la Mora (enlace roto disponible en Internet Archive; véase el historial, la primera versión y la última). y una versión instrumental ejecutada el violinista por Igor Ryndine. El estreno mundial de esta obra, fue el 15 de diciembre a través de múltiples plataformas sociales.En 2021 Crea los Arreglos con el Mariachi Vargas para el lanzamiento del cantante Julián Caballero.
En 2023 inicia un proyecto sinfónico conmemorando los 30 años de Ana Bárbara como intérprete y compositora, e inicia en este mismo año, un proyecto orquestal con Espinoza Paz. Ambos proyectos continúan en preparación y producción este 2024.

## Principales intérpretes
En orden alfabético:
- Alejandro Fernández
- Alejandro de la Mora
- Amalia Mendoza “La Tariácuri”
- Angélica María
- Armando Manzanero
- Claudia Sierra
- Denisse de Kalafe
- Emmanuel
- Estela Núñez
- Eugenia León
- Fernando de la Mora
- Guadalupe Pineda
- Guadalupe Trigo
- Hugo Avendaño
- Igor Ryndine
- Imelda Miller
- José Alfredo Jiménez
- Juan Gabriel
- Libertad Lamarque
- Los Hermanos Castro
- Lucha Villa
- Magdalena Zárate
- Manoella Torres
- Marco Antonio Muñiz
- José José
- María Victoria
- Lola Beltrán
- Los Temerarios
- Mario Moreno “Cantinflas”
- Olivia Gorra
- Nadia
- Paco de María
- Pandora
- Pedro Vargas
- Pepe Jara
- Plácido Domingo
- Rosario Andrade
- Sonia “La Única”
- Susana Zabaleta
- Yuri

## Música de telenovelas
- Muchacha italiana viene a casarse (1971)
- Mi pequeña soledad (1991)
- Entre la vida y la muerte (1993)
- (Te sigo amando) 1998
- Abrázame muy fuerte (2000-2001)
- (Yo te recuerdo) 2003